# Nata di marzo
Nata di marzo (en España: Nacida en marzo) es una película italiana de 1958, del género comedia, dirigida por Antonio Pietrangeli y protagonizada por el italiano Gabriele Ferzetti y la francesa Jacqueline Sassard.

## Sinopsis
Un arquitecto maduro (Gabriele Ferzetti) y una chica joven (Jacqueline Sassard) se casan, pero pronto se separan debido a la diferencia de edad que determina una concepción distinta de la vida. Cuando se reencuentran, inicialmente fingen indiferencia el uno del otro, pero al final se dan cuenta de que se aman aún más profundamente que antes.

## Reparto
- Gabriele Ferzetti - Sandro
- Jacqueline Sassard - Francesca
- Mario Valdemarin - Carlo
- Tina De Mola - Nella
- Ester Carloni - Abuela
- Franca Mazzoni - Madre de Francesca
- Edda Ferronao - Novia veneciana
- Dario Fo (cameo)

## Premios y nominaciones
Jacqueline Sassard recibió el Premio Zulueta a la mejor interpretación femenina en el Festival Internacional de Cine de San Sebastián 1958.